# 西春日団地

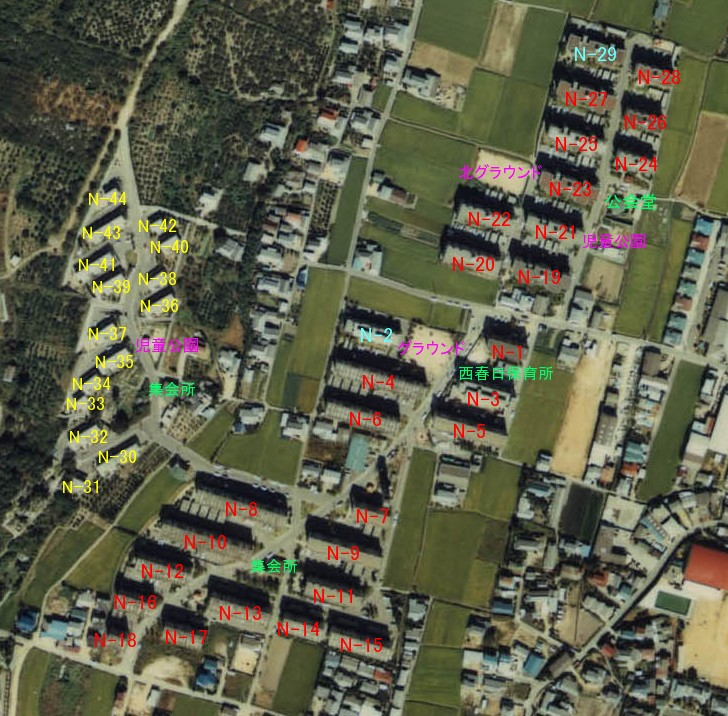
団地内の配置。数字が棟番号で、赤字が5階建て、水字が3階建て、黄字が2階建て、その他の色は施設など。。

西春日団地（にしかすがだんち）は、香川県高松市西春日町にある住宅団地。香川県が運営する県営住宅であり、同県最大の公営住宅である。

## 概要
高松市中心部に隣接する鶴尾地区の西春日町に位置している。一帯は石清尾山塊に挟まれた郊外地域で、香川県においては2004年5月17日に廃止された旧線引きでは周辺は市街化区域（第一種中高層住居専用地域）指定されていたが、特に団地の北側を中心に田園地帯が広がっている。
棟数は44棟、戸数は884戸におよび、香川県内における県営、市営・町営を含めた公営住宅で最大戸数を有する。
1号棟から29号棟までは浄願寺山山麓の平地に位置する平均5階建ての高層住宅であるが、30号棟以降は浄願寺山の中腹あたりまでに位置し、大部分が2階建てのテラスハウスである。

### 住所
- 表記：香川県高松市西春日町字南山浦1407番地 県住（棟番号）-（部屋番号）

広大な団地であるため、土地自体の地番は各所によって異なるうえ、本来は所属町名も松並町と西春日町に跨っている。しかし、住所表記は全棟・全域で「高松市西春日町字南山浦1407番地」に統一されている。これは運用上、西春日団地を1つの施設とみなしているためで、実際に土地が全域で1407番地に合筆されているわけではない。また、この影響で本来松並町域である北団地および1・3・5号棟の区域は事実上西春日町として扱われ、市販の地図でも道路地図から住宅地図までの大半が、団地の敷地に沿って町境を松並町側に広げている（法務局備え付けの地図などでは本来通り、団地の中に町境が引かれている）。
本来の土地の地番

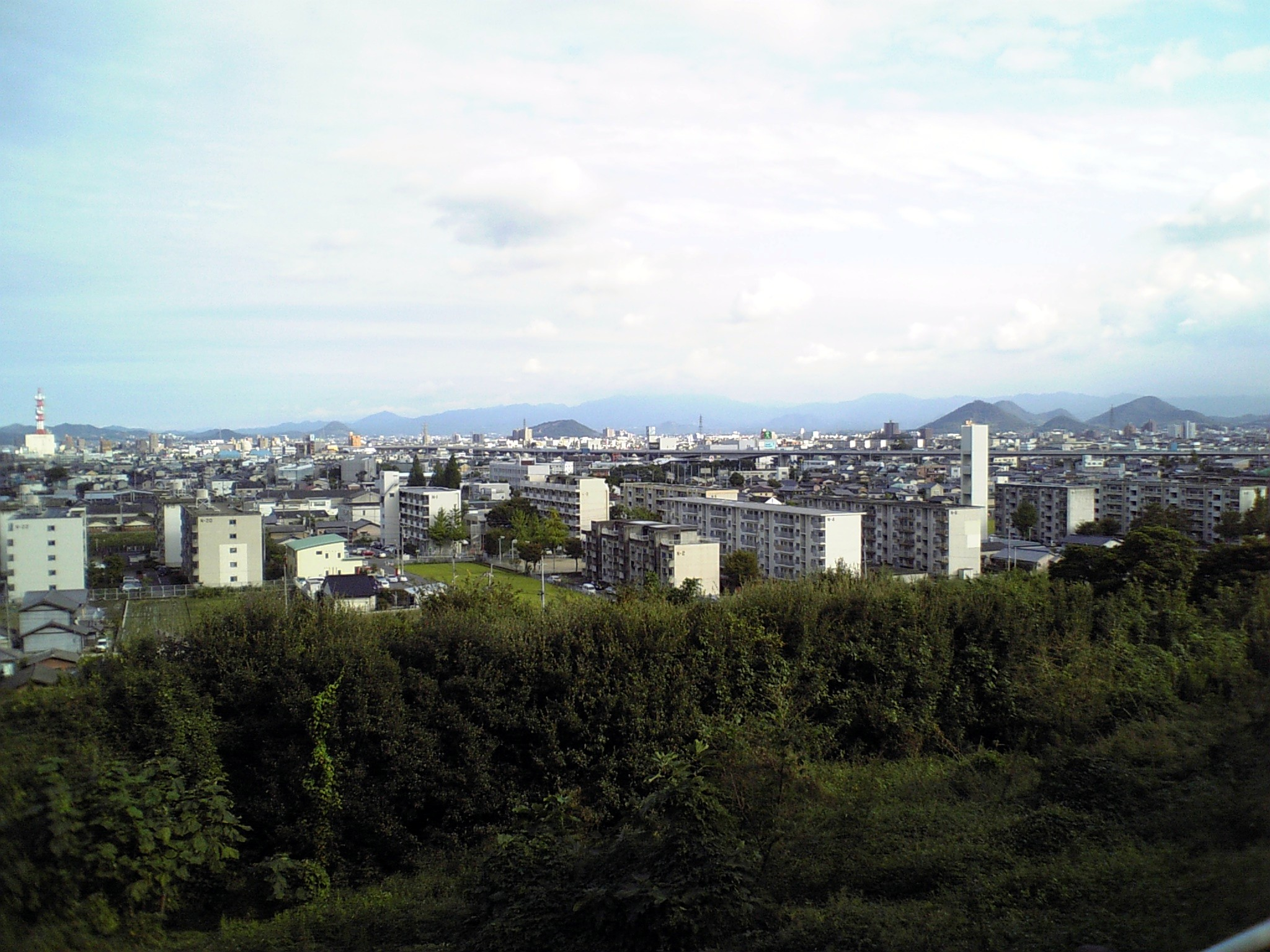
北団地、南団地

- 20・22号棟：西春日町字南山浦1407番地
- 2・4・6号棟：西春日町字南山浦1424番地1
- 30-44号棟：西春日町字南山浦1455番地
- 8・10号棟：西春日町字南山浦1465番地1
- 7・9・11号棟：西春日町字南山浦1473番地
- 13-15・17号棟：西春日町字南山浦1478番地1
- 12・16・18号棟：西春日町字南山浦1478番地3
- 1・3・5号棟：松並町字橋詰797番地1
- 19・21・23号棟：松並町字橋詰809番地1
- 24-29号棟：松並町字中所816番地1

これら本来の地番は土地取引などの際にしか使用されないため、1407番地を除いて運用上使用されることは一切無い。

## 歴史
- 1972年（昭和47年） - 7号棟〜18号棟、竣工。
- 1974年（昭和49年） - 1号棟〜6号棟、19号棟〜22号棟および24号棟、竣工。
- 1976年（昭和51年） - 30号棟〜44号棟、竣工。
- 1978年（昭和53年） - 23号棟および25号棟～29号棟、竣工。
- 1981年（昭和56年） - 西団地（30号棟〜44号棟）、一部屋増築。
- 1995年（平成7年） - 阪神・淡路大震災の被災者の受け入れ、196戸修繕。
- 1997年（平成9年） - 1号棟、棟内全住戸改善、外壁改修と団地内初のエレベーター設置。
- 2005年（平成17年） - 22号棟、外壁改修。
- 2006年（平成18年） - 南団地（1号棟〜18号棟）と、西団地（30号棟〜44号棟）の排水管を下水道接続。
  - 4号棟および6号棟、外壁改修。
- 2011年（平成23年）3月17日 - 東日本大震災の被災者受け入れ開始[1]。
  - 当団地の入居可能戸数は当初7戸であったが[2]、その後入居用の修繕を行い4月20日には新たに29戸が[3]、5月2日には新たに17戸が入居可能となり、計53戸が用意された[4]。

### 廃止削減
2006年3月30日香川県は「県営住宅ストック総合活用計画（2006年-2010年度）」を発表し、今後10年間で8・10・12・16・18号棟、計350戸が廃止されることになった。

## 周辺

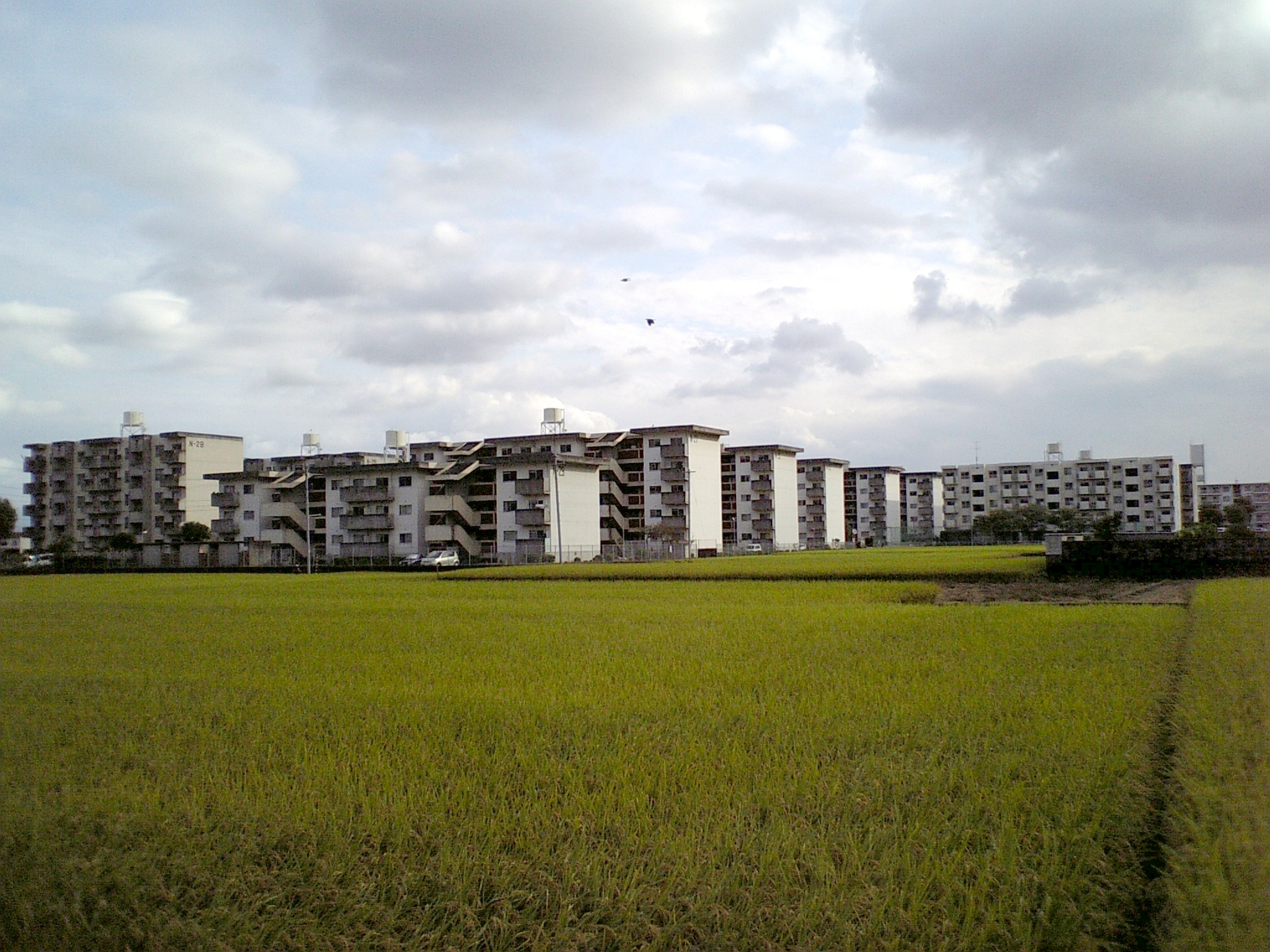
北団地は農地の中に位置する

西側は浄願寺山と直に隣接し、それ以外の周囲は基本的に農地である。特に北側の広大な田畑の中に住宅群が連なる姿はある種異様である。それに対して南東側には高松市立鶴尾小学校と中学校があり、その周辺には住宅や町工場が密集している。南西側の浄願寺山の裾野には老人福祉施設「サマリア」があり、鶴尾地区の多くの老人を受け入れている。

## 交通
東へ300メートルにことでんバスの鶴尾停留所があるが、それ以外は自動車を利用する住民がほとんどである。

## 施設
この団地では生活雑排水等が水洗用水・植木散水用水に利用されている。
- 高松市立西春日保育所
- 集会場、公会堂
- 児童公園3か所

## 出身有名人
- 小川淳也（衆議院議員） - 幼少期に当団地で生活していたことを公表している[5]。